# Marlie Viljoen
Marlie Viljoen (* 1. August 2000) ist eine südafrikanische Sprinterin, die sich auf die 400-Meter-Distanz spezialisiert hat.

## Sportliche Laufbahn
Erste internationale Erfahrungen sammelte Marlie Viljoen im Jahr 2017, als sie bei den Commonwealth Youth Games in Nassau mit 55,95 s in der ersten Runde im 400-Meter-Lauf ausschied. Im Jahr darauf schied sie auch bei den U20-Weltmeisterschaften in Tampere mit 59,01 s im Vorlauf über 400 Meter aus und verpasste mit der südafrikanischen 4-mal-400-Meter-Staffel mit 3:50,39 min den Finaleinzug. 2019 belegte sie bei den Juniorenafrikameisterschaften in Abidjan in 55,70 s den vierten Platz über 400 Meter und schied im 200-Meter-Lauf mit 25,04 s im Halbfinale aus. 2022 erreichte sie bei den Afrikameisterschaften in Port Louis das Semifinale über 400 Meter und schied dort mit 56,28 s aus und anschließend schied sie bei den Weltmeisterschaften in Eugene mit 3:34,68 min in der Vorrunde mit der Staffel aus. Im Jahr darauf siegte sie in 52,38 s bei den World University Games in Chengdu und gelangte mit der Staffel mit 3:35,47 min auf Rang vier. Anschließend schied sie bei den Weltmeisterschaften in Budapest mit 53,73 s in der ersten Runde über 400 Meter aus. 2024 schied sie bei den Afrikaspielen in Accra mit 53,02 s im Halbfinale aus und im Jahr darauf schied sie bei den World University Games in Bochum mit 52,99 s ebenfalls im Semifinale aus. Zudem gewann sie in der Mixed-Staffel in 3:16,42 min die Silbermedaille hinter dem polnischen Team und gelangte mit der Frauenstaffel mit 3:34,48 min auf Rang vier.

## Persönliche Bestzeiten
- 200 Meter: 23,83 s (+0,1 m/s), 11. Mai 2024 in Potchefstroom
- 400 Meter: 51,42 s, 15. März 2025 in Pretoria